# Eriophora ravilla
Espèce
Synonymes
- Epeira ravilla C. L. Koch, 1844
- Epeira nicaraguensis Keyserling, 1885
- Epeira balaustina McCook, 1888
- Epeira variolata O. Pickard-Cambridge, 1889
- Epeira minax O. Pickard-Cambridge, 1893
- Araneus lineatus Franganillo, 1931 nec Clerck, 1757

Eriophora ravilla est une espèce d'araignées aranéomorphes de la famille des Araneidae.

## Distribution
Cette espèce se rencontre des États-Unis au Brésil.

## Description

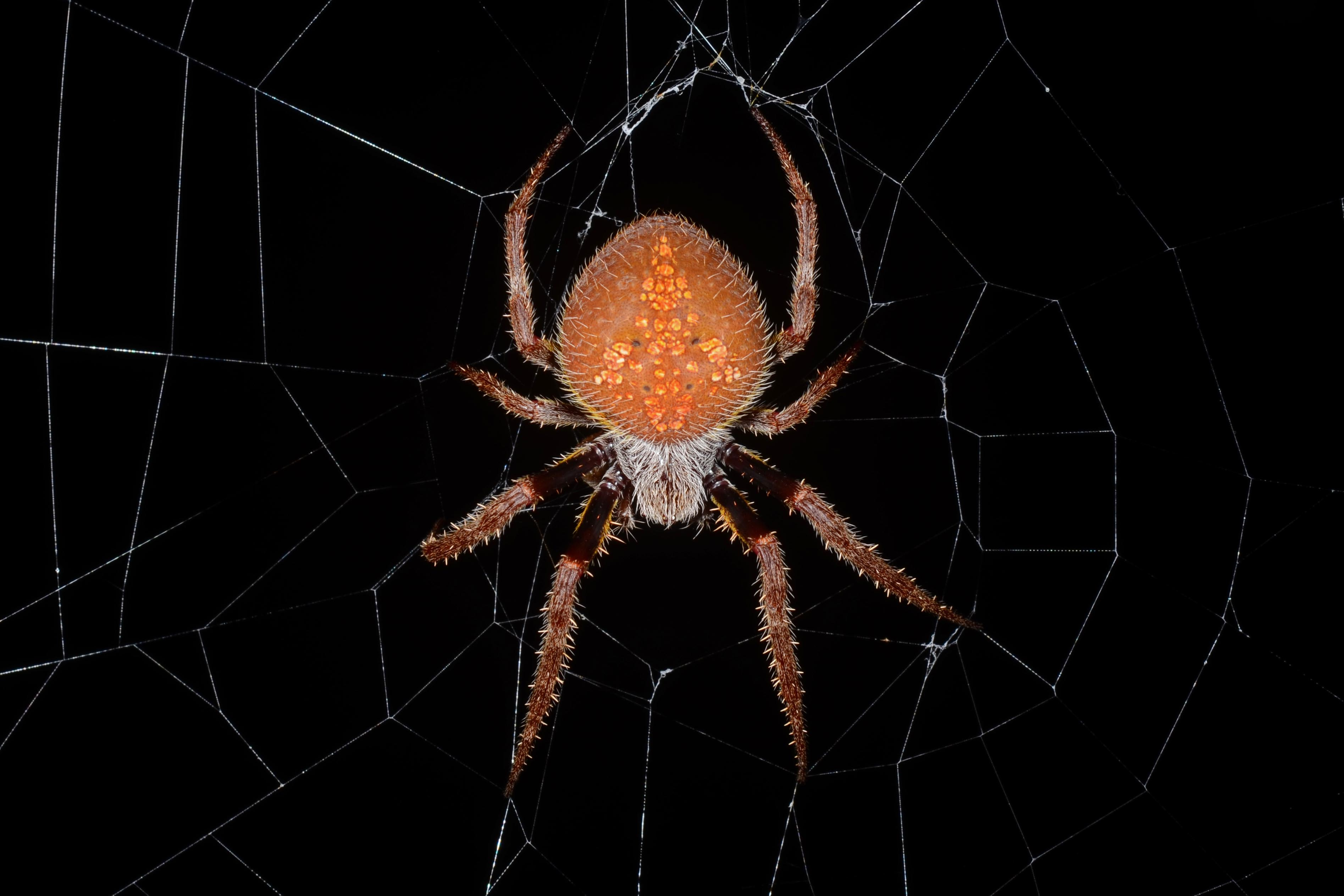
Eriophora ravilla

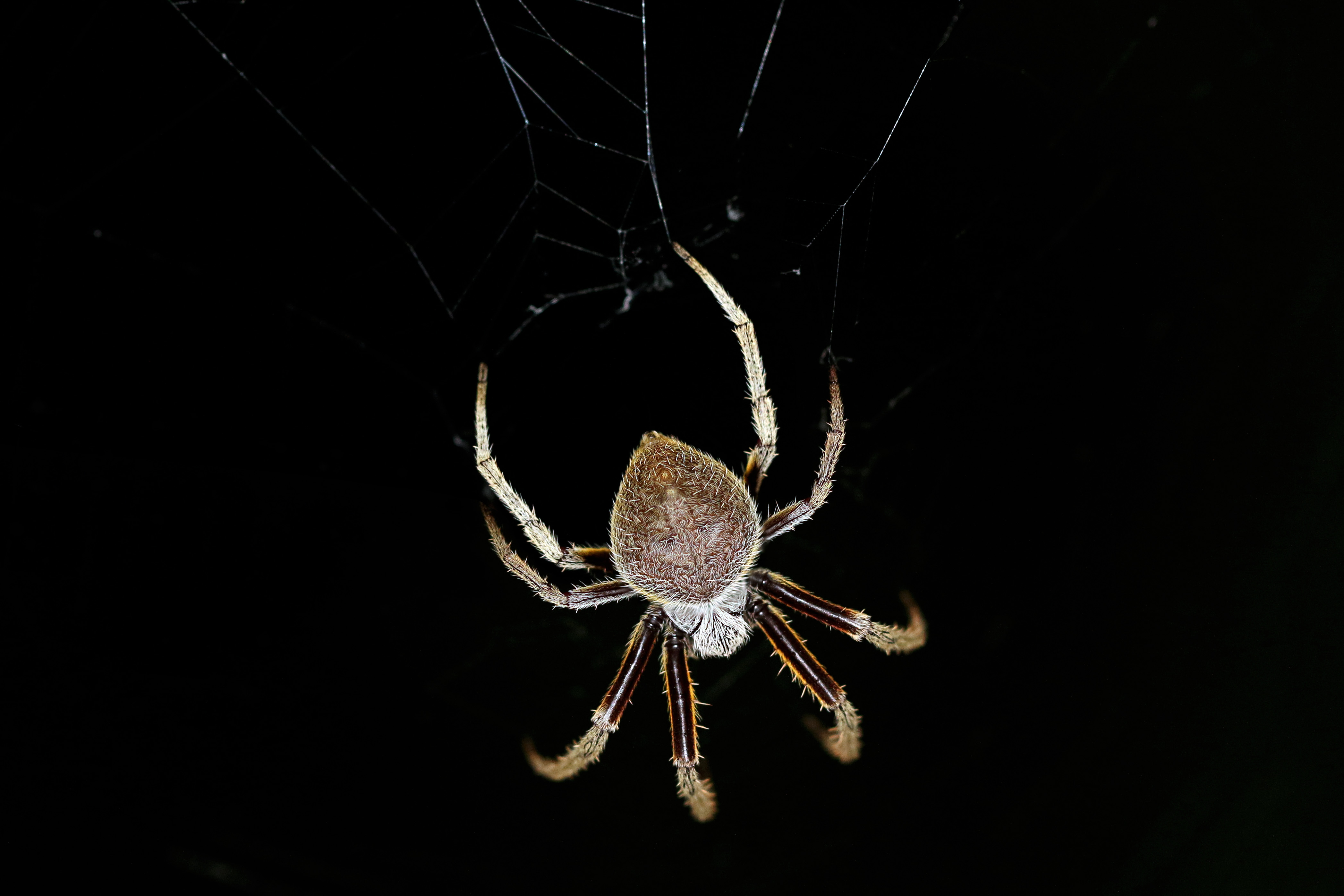
Eriophora ravilla

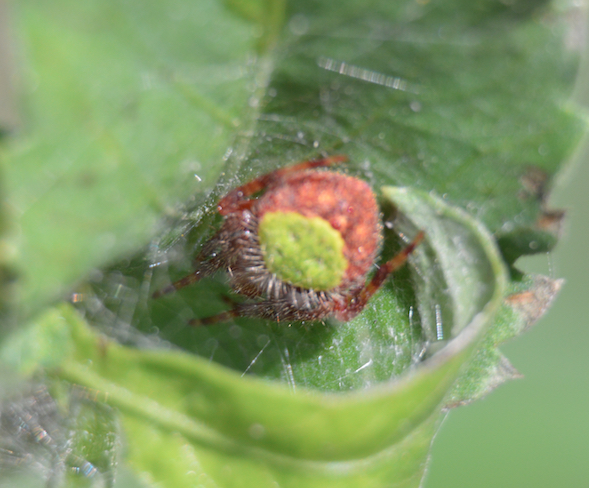
Eriophora ravilla

Les mâles mesurent de 9 à 13 mm et les femelles de 12 à 24 mm.

## Systématique et taxinomie
Cette espèce a été décrite sous le protonyme Epeira ravilla par C. L. Koch en 1844. Elle est placée dans le genre Eriophora par F. O. Pickard-Cambridge en 1904.
Epeira nicaraguensis, Epeira balaustina, Epeira variolata et Epeira minax ont été placées en synonymie par Levi en 1971.
Araneus lineatus a été placée en synonymie par Alayón et Sherwood en 2022.

## Publication originale
- C. L. Koch, 1844 : Die Arachniden. Nürnberg, vol. 11, p. 1-174 (texte intégral).